# Gabriel Niell
Gabriel G. Niell (Buenos Aires, 29 de julho de 1941) é um ex-ciclista olímpico argentino. Niell representou sua nação nos Jogos Olímpicos de Verão de 1960, em Roma.